# Sarota gyas
Espèce
Sarota gyas est une espèce d'insectes lépidoptères (papillons) appartenant à la famille des Riodinidae et au genre Sarota.

## Taxonomie
Sarota gyas a été décrit par Pieter Cramer en 1775 sous le nom de Papilio gyas.
Synonyme : Charis gyas Hübner, [1819].

### Nom vernaculaire
Sarota gyas se nomme Guyanan Sarota ou Gyas Jewelmark en anglais,.

## Description
Sarota gyas est un papillon au  dessus marron à ocre doré avec aux ailes postérieures une large ligne submarginale de gros points orange. 
Le revers est orange cuivré avec une marge jaune et une ornementation de lignes bleu argenté métallisé.

## Biologie

### Plantes hôtes
Les plantes hôtes de ses chenilles pourraient être des Lejuniaceae.

## Écologie et distribution
Sarota gyas est présent en Guyane,en Guyana, au Surinam, en Colombie, au Brésil et au Pérou.

### Biotope
Il réside dans la forêt tropicale, le plus souvent à une altitude entre 200 et 600 mètres.

### Protection
Pas de statut de protection particulier.